# Liste von Seehundbrunnen
In dieser Liste sind Seehundbrunnen aufgeführt, also Brunnen im öffentlichen Raum, die Seehunde zum Thema haben.
| Bezeichnung                        | Bild           | Standort                                                                                     | Bundesland | Künstler               | Errichtung Einweihung | Weitere Informationen                              |
| ---------------------------------- | -------------- | -------------------------------------------------------------------------------------------- | ---------- | ---------------------- | --------------------- | -------------------------------------------------- |
| Seehundbrunnen                     |                | Berlin-Gesundbrunnen, Swinemünder Straße / Ramlerstraße, vor der Heinrich-Seidel-Grundschule | Berlin     | Matthias Koeppel       | 1986                  |                                                    |
| Seehundbrunnen (Frankfurt am Main) |                | Frankfurt am Main, im Hof der Liebfrauenschule (Lage)                                        | Hessen     | Edwin Hüller (Entwurf) | 1954                  | Siehe auch: Liste von Brunnen in Frankfurt am Main |
| Seehundbrunnen                     | weitere Bilder | München, Schwabing-West, Viktoriaplatz (Lage)                                                | Bayern     | Emil Manz              | 1936                  | Siehe auch: Liste Münchner Brunnen                 |